# Dracula sodiroi
Dracula sodiroi  es una especie de orquídea. Es originaria de Ecuador.

## Descripción
Es una orquídea de tamaño pequeño, con hábito de terrestre y con ramicaules delgados, erguidos, que están envuelto basalmente por 2-3 vainas sueltas, tubulares y que llevan una sola hoja, apical, erecta, delgadamente coriáceas, carinada, muy estrechamente obovada, hoja aguda que se reduce gradualmente abajo para un pecíolo indistinto. Florece en el verano y el otoño en una inflorescencia erecta, delgada de 20 cm de largo, con unas pocas flores sucesivas derivadas de la parte baja en el ramicaule con tubulares brácteas florales oblicuas.

## Distribución y hábitat
Esta es una especie terrestre ecuatoriana que se encuentra en elevaciones de 1500 a 2400 metros.   

## Taxonomía
Dracula sodiroi fue descrita por (Schltr.) Luer y publicado en Selbyana 2(2,3): 197. 1978.
Etimología
Dracula: nombre genérico que deriva del latín y significa: "pequeño dragón", haciendo referencia al extraño aspecto que presenta con dos largas espuelas que salen de los sépalos.
sodiroi; epíteto otorgado en honor del Padre Sodiro (sacerdote ecuatoriano de comienzos de los años 1900, amante de las orquídeas).
Sinonimia
- Masdevallia sodiroi Schltr. basónimo[4][5]